# Fraglia
La fraglia (anche fragia o frala, con il significato di "fratellanza", da fratalia o fratalea) indica nel Veneto e nei territori facenti parte della Repubblica di Venezia le corporazioni di arti e mestieri o le confraternite religiose.
Corporazione di arti e mestieri con questo nome sono attestate a partire dal XIII secolo nelle città di Venezia, di Padova e di Vicenza che si occupavano degli interessi dei propri associati e offrivano una garanzia di qualità curando la loro formazione.
L'associazione si riuniva in un "capitolo", che aveva sede in genere nella chiesa della contrada in cui tendeva ad abitare chi praticava un certo mestiere. Possedevano un altare o una cappella dedicata al santo protettore e partecipavano alle processioni.
A capo della fraglia erano eletti dei gastaldi, mentre i massari ne amministravano il patrimonio e riscuotevano i contributi degli iscritti.

## Fraglie di Venezia
La Fraglia come corporazione è già esistente nella seconda metà del XIII secolo, i primi statuti risalgono al 1271. Raggruppa lavoratori del cuoio e del legno, l'uso del colore e del pennello unisce questi artigiani. Nella Mariegola del 1436, «la pittura si fa strada piano insieme a molte altre specializzazioni. La diversificazione di competenze dei gruppi artistici e artigianali della Fraglia e l’esigenza di rappresentare gli interessi del propria professione fa emergere inevitabilmente contrasti sempre più importanti che sfoceranno nella separazione dei pittori dagli altri corpi di mestiere e nella creazione del celebre collegio (1682)»
Tra i pittori Veneziani iscritti alla Fraglia troviamo, dal 1726, Giovanni Battista Pittoni, Presidente dell'Accademia di Venezia dal 1758.

## Fraglie di Padova
A Padova agli inizi del XIII secolo esistevano trentaquattro fraglie e nel 1287 furono fissate dal comune in numero di trentasei. L'iscrizione era obbligatoria per esercitare un'attività. I capi delle fraglie entravano di diritto nel "Consiglio degli Anziani".
1. Notai
2. Mercanti
3. Osti
4. Pellicciai
5. Cardatori
6. Sarti
7. Barbieri (anche come chirurghi)
8. Medici
9. Fabbri
10. Cordai
11. Sellai
12. Straccivendoli
13. Macellai
14. Muratori
15. Bovari
16. Fornai
17. Tessitori di lino
18. Falegnami
19. Ortolani
20. Fruttivendoli
21. Barcaroli di San Giovanni
22. Sellai
23. Ciabattini
24. Orafi
25. Barcaroli di Ognissanti
26. Mugnai
27. Portatori di vino
28. Lanaioli
29. Speziali
30. Mastellai
31. Pescatori
32. Sallaroli (salatura e conservazione dei cibi)
33. Fabbricanti di panni pignolati
34. Casolini
35. Legnaioli
36. Scodellari

## Fraglie di Vicenza
L'esistenza delle fraglie a Vicenza è contenuta nello statuto del comune del 1264. Esistevano 8 fraglie (dei mercanti, dei merciai, dei calzolai, dei macellai e degli albergatori) a cui si aggiungevano i collegia dei giudici e dei notai. Le fraglie aumentarono man mano fino ad arrivare nel 1389 a 29.